# Ninohe, Iwate
Ninohe (二戸市 Ninohe-shi) là một thành phố thuộc tỉnh Iwate, Nhật Bản.